# Microcebus mittermeieri
El lémur ratón de Mittermeier (Microcebus mittermeieri) es una especie de primate estrepsirrino conocido solamente en la reserva especial Anjanaharibe-Sud al noreste de Madagascar. La especie lleva su nombre en homenaje al primatólogo Russell Mittermeier, presidente de Conservación Internacional.
Esta especie de lémur ratón es la más pequeña de la costa oriental de Madagascar. Su pelaje es de color rojizo-marrón brillante con tintes anaranjados en la base de los miembros. El vientre es blanco-marrón con el parche blanco en el dorso nasal propio del género Microcebus; la punta de la cola es negra.
El hallazgo fue revelado el 21 de junio de 2006 en el simposio global de Conservación Internacional en Antananarivo, Madagascar, junto a otras dos especies: el lémur ratón de Jolly (Microcebus jollyae) y el lémur ratón de Simmons (Microcebus simmonsi). La nueva especie fue publicada oficialmente en un artículo en la revista International Journal of Primatology.